# Minetia adamczewskii
Minetia adamczewskii is een vlinder uit de familie sikkelmotten (Oecophoridae). De wetenschappelijke naam is voor het eerst geldig gepubliceerd in 1956 door Toll.
De soort komt voor in Europa.